# Проспект Серова (Рыбинск)
Проспект Серова — одна из центральных магистралей города Рыбинска Ярославской области.
Проспект Серова начинается как фактическое продолжение проспекта Ленина от пересечения с улицей 9 мая возле площади маршала Жукова. Далее проспект идет в направлении северо-запада параллельно Волге.
«Магистральная» часть проспекта заканчивается на перекрестке с Гражданской улицей. Далее проспект представляет собой узкую двухполосную улицу, переходящую во внутриквартальные проезды (Баррикадная улица).
Длина проспекта Серова составляет 1,65 километров, из них длина «магистральной» части — 1,3 километра. Ширина «магистральной» части проспекта Серова составляет 6 полос — по 3 полосы в каждую сторону.
Проспект Серова вместе с Крестовой улицей и проспектом Ленина образует главную городскую улицу и автомагистраль. Их общая длина составляет более 6 километров.

## Пересекает улицы
- улица 9 мая (регулируемый перекресток; здесь проспект Серова начинается);
- улицы Бабушкина и бульвар Победы (регулируемый перекресток);
- улица Бориса Рукавицына (примыкание без пересечения);
- улица Огарёва (примыкание без пересечения);
- Малиновская улица (примыкание без пересечения);
- Веретьевская улица (примыкание без пересечения);
- Гражданская улица (нерегулируемый перекресток; фактическое окончание проспекта);
- Макаровская улица (нерегулируемый перекресток);
- Баррикадная улица.

## Перспективы
По генеральному плану Рыбинска планируется продление проспекта Серова в направлении деревни Макарово. Возле деревни Макарово планируется устройство развязки с продолжением Окружной дороги, выходящей по мосту через Волгу в микрорайон Волжский. Далее проспект должен обойти деревню Макарово с севера и соединиться с Переборским трактом.

## Общественный транспорт
По проспекту Серова проходят маршруты:
- автобусов № 1, 3, 7, 9, 16, 25, 33, 101, 111, 179, 180;
- троллейбусов № 1 и № 5;
- маршрутных такси № 16т.

## Здания
Нумерация домов начинается от перекрестка с проспектом Ленина и улицей 9 мая и идет на запад.
| Нечётная сторона - 21 — Спортивный комплекс «Метеор»; | Чётная сторона - 86 — мини-рынок РЗП; |